# مکینزبرگ (پنسیلوانیا)
مکینزبرگ (به انگلیسی: McKeansburg) یک منطقهٔ مسکونی در ایالات متحده آمریکا است که در شهرستان سچویلکیلل، پنسیلوانیا واقع شده‌است. مکینزبرگ ۰٫۹ کیلومتر مربع مساحت و ۱۵۵ نفر جمعیت دارد.